# Talloires
Talloires korábbi község (település) Franciaországban, Haute-Savoie megyében. 2016. január 1-jén Montmin községgel egyesült és Talloires-Montmin új község része lett.
Lakosainak száma 1641 fő (2018. január 1.). Talloires Doussard és Duingt községekkel határos.

## Népesség
A település népessége az elmúlt években az alábbi módon változott:
| Lakosok száma | 623  | 700  | 785  | 1287 | 1448 | 1626 | 1733 | 2080 | 1691 | 1641 |
|               | 1962 | 1968 | 1975 | 1990 | 1999 | 2008 | 2013 | 2016 | 2017 | 2018 |